# Petar II. Zrinski
Petar II. Zrinski (?, 1435. – Udbina, 9. rujna 1493.), hrvatski velikaš iz plemićke obitelji Zrinski, ogranka plemenitog roda Šubića. Poginuo je u bitci na Krbavskom polju 1493. godine u sukobu protiv Osmanlija pod vodstvom bosanskog sandžakbega i vezira Jakub-paše Haduma. Zajedno s njime poginuo je i njegov najstariji sin Pavao III. Zrinski.

## Životopis
Bio je sin kneza Petra I. te unuk Pavla I. Zrinskog i njegove prve žene kneginje Marije Krbavske iz roda Kurjakovića. S prvom ženom Sofijom imao je četvero djece: Pavla III., Jelenu, Margaretu i Bernarda. Kasnije se vjenčao s kneginjom Jelenom Babonić Blagajskom s kojom je dobio sina Nikolu III.
Godine 1463. dobio je od kralja Matije Korvina (1458.-1490.) kraljevsku povlasticu prema kojoj je mogao eksploatirati rudu na svojim posjedima bez plaćanja daće, što je značajno pomoglo povećanju prihoda obitelji. Značajni prihodi od rudnika omogućili su Petru I. uspostavljanje jake obrane svojih posjeda u Pounju od osmanskog prodora, na način da je angažirao jaku vojsku i gradio utvrđene gradove za obranu svojih posjeda.
Petar II. je sudjelovao u diplomatskim misijama tražeći od Mlečana, pape i drugih moćnika pomoć u obrani od Osmanlija. Osnivanjem Jajačke banovina i sustava kapetanija, smanjen je pritisak na Zrinske posjede, ali 1475. je Ahmed-paša provalio na Zrinske zemlje u Pounju i opljačkao ih. Međutim, Peter II. je dočekao pljačkašku ekspediciju na njihovu povratku te ih je porazio. Godine 1478. Petar II. je opet nanio težak poraz Osmanlijama na njihovu povratku iz pljačkaškog pohoda.
Godine 1492. zatražio je, zajedno sa sinom Pavlom III. povratak Slunja iz ruku Frankapana, dok su se nešto ranije sukobili s knezovima Frankapanima Modruškim oko posjeda Bužane i nekoliko tvrdih gradova u okolici, jer su im Bužane bili odskočna daska za širenje mogućeg utjecaja na Kraljevstvo Hrvatske i Dalmacije. Na području Bribira su interese kneza Petra II. i njegovih sinova zastupali njihovi rođaci, knez Melkior Obradić Bribirski i Juraj Šubić Peranski.
Godine 1493. knez Petar II. je zajedno sa sinom Pavlom III. i mnogim drugim hrvatskim velikašima i plemićima pod vodstvom hrvatskog bana Emerika Derenčina dočekao osmansku vojsku na povratku iz pljačke te su zapodjenuli bitku na Krbavskom polju koja je završila katastrofalnim porazom hrvatske plemićke vojske i smrću Petra II. i njegova sina Pavla III.